# 普爾莫角國家公園

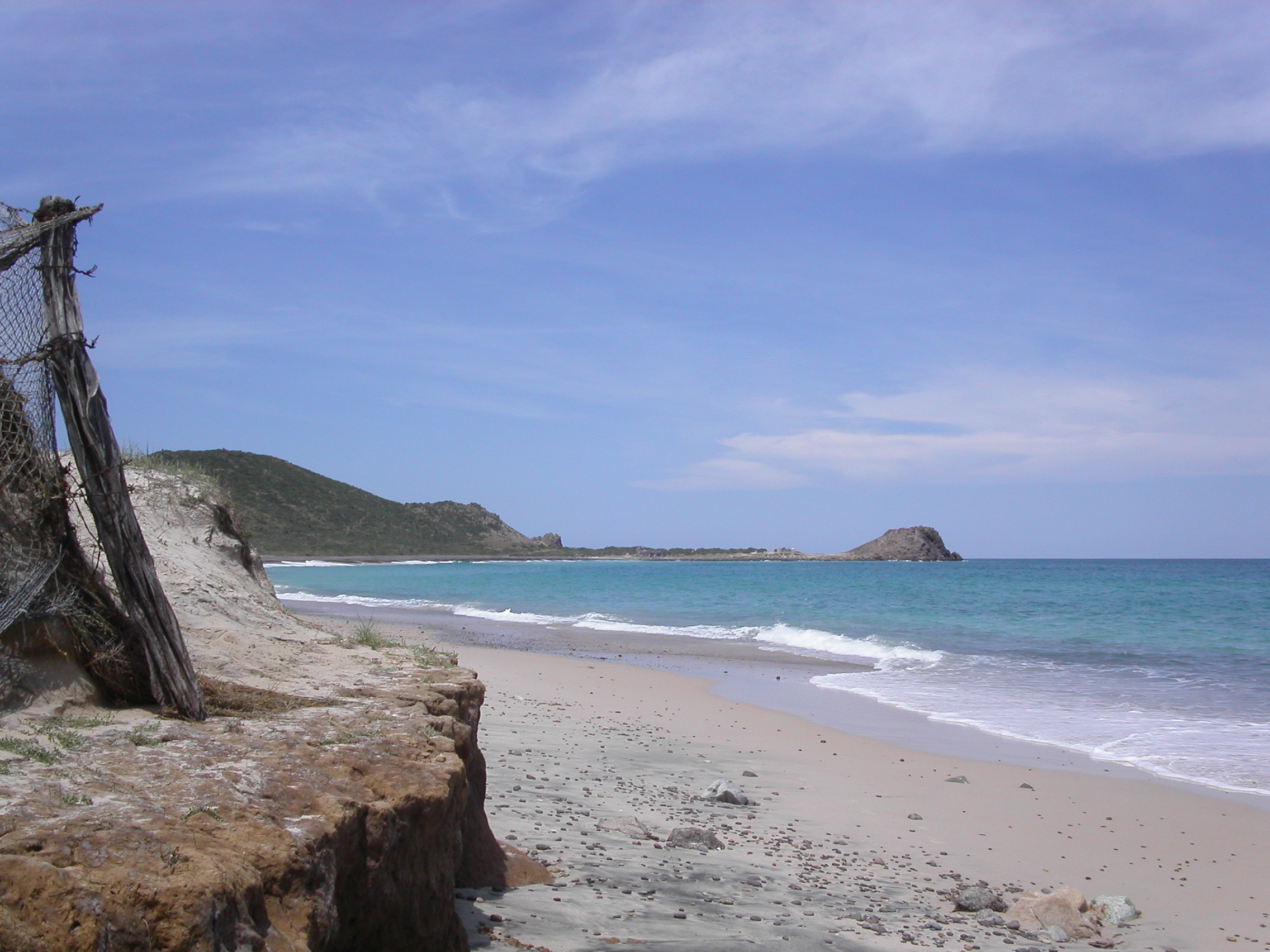

普爾莫角國家公園（西班牙語：Parque nacional Cabo Pulmo）是墨西哥的國家公園，由南下加利福尼亞州負責管轄，始建於1995年6月6日，面積71平方公里，受半乾旱氣候影響，該地區有226種珊瑚。
23°26′48″N 109°24′24″W / 23.4467°N 109.4067°W